# 今村貴彥
今村貴彥（日語：いまむら たかひこ，英語：IMAMURA Takahiko，1993年5月20日—）是日本排球運動員，目前效力於日本排球聯賽V.League Divisoin1 的松下黑豹隊。

## 經歷
小學三年級受到朋友邀請加入排球隊。日向學院高校畢業後進入中央大學就讀。

中學時代曾經作為縣代表出賽「全國都道府縣對抗中學生大會」。2008年以奧運有望選手身分獲得個人獎。
高中時代是球隊主力隊員，高中3年級取得Inter High出賽權。2010年被選為日本的亞洲青少年代表隊成員，2011年則被選為日本高校選拔隊成員。
2012年進入中央大學就讀後，代表日本出賽亞洲青年排球錦標賽並獲得冠軍。2014年獲得全日本大學男女選手全大會（全日本インカレ）冠軍。2015年被選為U23代表，在亞洲U23男排錦標賽獲得第6名。
2016年從中央大學畢業，並進入Panasonic Panthers，同期的還有同校出身、現任日本代表關田成大以及山內晶大。2017年，以輔舉的身分被選進2017年世大運代表，隨隊獲得銅牌。